# Ramah
Ramah fou una ciutat de la tribu de Benjamí, esmentada juntament amb Gibeon, Beeroth i Betel a la rodalia de la muntanya d'Efraïm. Era propera a la frontera entre Israel i Judà i per això fou fortificada pel rei Basha d'Israel. Eusebi de Cesarea la situa a 10 km al nord de Jerusalem, prop de Bethel, i Sant Jerònim a similar distància però prop de Gabaa i ambdós diuen que era un llogaret. Probablement correspon a la vila d'Al-Ram, a un turó a l'est de Nablús, a uns 3 km a l'oest de Jeba, l'antiga Gibeah.